# Lalia
Lalia és una pel·lícula de curtmetratge documental de l'any 1999 dirigida per l'actriu catalana Sílvia Munt.

## Sinopsi
Lalia ens conta com és el seu país, el Sàhara Occidental. La seva petita redacció ens va introduint en el seu món. Un món de somnis perduts, de records no viscuts per a acabar despertant en la seva realitat. Una realitat terrible de la qual vol escapar: El seu exili en un camp de refugiats a Algèria.

## Premis
- Goya al millor curtmetratge documental el 1999.[2]
- Millor Curtmetratge "Preludi", Giffoni Film Festival, Itàlia 2001
- Premi del Públic programa Versión Española TVE 2000
- Premi del Jurat Creteil Film Festival 2000
- Premi Millor Directora Festival de Nanterre (França)
- Premi del Festival de Cinema de Locarno (Suïssa)[3]
- Premi del Públic Festival de Montecatinni, Itàlia.